# Frederick Temple
Frederick Temple (Santa Maura, 30 novembre 1821 – Londra, 23 dicembre 1902) è stato un arcivescovo anglicano e educatore britannico, arcivescovo di Canterbury dal 1896 fino alla sua morte.

## Biografia
Figlio del maggiore Octavius Temple, Frederick Tempe nacque sull'isola di Leucade e si trasferì nel Devon solo dopo il pensionamento del padre. Inizialmente indirizzato all'agricoltura, all'età di diciassette anni ottenne una borsa di studio per il Balliol College dell'Università di Oxford, laureandosi nel 1842. Rimase in università per qualche anno come lettore di matematica e logica, prima di venire ordinato sacerdote nel 1846.
Dopo essersi dedicato per quasi un decennio all'insegnamento dei più poveri a Londra, nel 1856 divenne cappellano della regina Vittoria e nel 1858, dopo aver conseguito il Bachelor of Divinity e il Doctor of Divinity, cominciò ad insegnare alla Rugby School. Rimase alla scuola per undici anni, distinguendosi per la passione nel formare i giovani. Come preside dell'istituto diede grande importanza sia agli studi classici che a quelli scientifici, fondando un laboratorio e istituendo borse di studio per le scienze naturali.
Dopo aver rifiutato la posizione di decano di Durham, preferendo rimanere a Rugby, nel 1869 gli fu offerta da William Ewart Gladstone la carica di vescovo di Exeter, che accettò. Dopo essersi insediato, non senza una certa opposizione, ad Exeter, Temple mantenne la carica per sedici anni e nel 1885 fu nominato vescovo di Londra. Noto per il carattere energico, si distinse per i suoi impegni a favore delle classi operaie e in supporto al movimento per la temperanza.
Con l'avanzare degli anni la sua vista peggiorò al punto che Temple offrì di dimettersi: non solo la proposta fu respinta, ma fu elevato ad Arcivescovo di Canterbury nel 1897, all'età di settantacinque anni. Insieme all'arcivescovo di York, optò per rimuovere candele e incenso dalla liturgia. In un periodo caratterizzato da tensioni interne alla Chiesa d'Inghilterra, Temple continuò a promuovere la tolleranza e l'unità, proponendo anche di intensificare l'opera di evangelizzazione approfittando dell'ampiezza dell'impero coloniastia britannico.
Predicò anche a favore dell'educazione delle donne, sostenne riforme economiche e sociali e, da sempre interessato al rapporto tra scienza e fede, si espresse in favore dell'evoluzionismo, non ritenendolo in contraddizione con la dottrina cristiana. Nonostante l'età avanzata e l'ipovedenza, nell'agosto del 1902 officiò alla cerimonia di incoronazione di re Edoardo VII e della regina Alessandra, da cui ricevette la Royal Victorian Chain due giorni più tardi. Il 2 dicembre dello stesso anno perse i sensi durante un discorso alla camera dei Lord e, pur essendosi ripreso abbastanza da terminare il suo intervento, non si riprese mai del tutto e morì ventuno giorno dopo all'età di 81 anni.
Fu sposato con Beatrice Blanche Ladcelles dal 1876 alla morte e la coppia ebbe due figli: Frederick Charles e William Temple, divenuto a sua volta arcivescovo di Canterbury nel 1942.